# 罗黎辉
罗黎辉（1956年12月—），汉族，云南弥勒人，中华人民共和国政治人物、全国政协委员。
加入中国民主促进会，担任民进中央常委、云南省委主委、云南省政协副主席、昆明理工大学副校长、云南省社会主义学院院长。第九届、十届、十一届、十二届、十三届全国政协委员。2018年1月，当选第十三届全国政协委员。